# Swissvale
Swissvale , è un comune degli Stati Uniti d'America nella Contea di Allegheny, nella Pennsylvania. La sua popolazione al censimento del 2000 contava 9.653 residenti.

## Storia
La città prende il nome da John Swisshelm (1752-1838), che possedeva una fattoria nei dintorni. Servì George Washington nella guerra di indipendenza, e ha combattuto a Valley Forge. Sposò Mary Elizabeth Miller con cui ebbe molti figli.

## Società

### Evoluzione demografica
La composizione etnica della zona vede prevalere la razza bianca ( 74,45%) seguita dagli afroamericani( 22,14%) e asiatici(0,91%).
| Borough di Swissvale Popolazione |        |
| 1940                             | 15.919 |
| 2000                             | 9.653  |
| Stima al 01-07-07                | 8.834  |